# Zoogonus rubellus
Zoogonus rubellus är en plattmaskart. Zoogonus rubellus ingår i släktet Zoogonus och familjen Zoogonidae. Inga underarter finns listade i Catalogue of Life.